# Irish Professional Championship
Irish Professional Championship – zaproszeniowy, nierankingowy turniej snookera, w którym mogli brać udział  głównie zawodnicy z Irlandii i Irlandii Północnej.

## Historia
Irish Professional Championship został rozegrany po raz pierwszy w 1947 roku w Irlandii Północnej, a pierwszym mistrzem został Jackie Rea. Następnie wydarzenie odbywało się na zasadzie wyzwań, w której mistrz wybierał swojego przeciwnika. Rea zdobywał mistrzostwo co roku, z wyjątkiem jednego, aż do 1972 roku, kiedy to przegrał z Alexem Higginsem 12-28. Higginsowi udało się obronić tytuł cztery razy z rzędu, zanim stracił go na rzecz Dennisa Taylora. Taylor bronił tytułu przez kolejne dwa lata.
W 1982 roku turniej przekształcono w turniej pucharowy. Wzięło w nim udział ośmiu graczy, a sponsorem wydarzenia był Smithwicks Brewery. Higgins i Taylor zdobyli łącznie dziewięć tytułów, a passę ich sukcesów przerwał dopiero Jack McLaughlin w 1988 roku. Po turnieju w 1983 roku Smithwicks zakończyło sponsorowanie imprezy, a w latach 1985 i 1986 jej rolę przejęła firma Strongbow, a w 1987 roku Matchroom. Po 1989 r. World Professional Billards and Snooker Association wycofało swoje wsparcie dla mistrzostw krajowych w formie kwoty 1000 funtów na gracza, a wydarzenie zostało przerwane.
W 1992 roku wydarzenie zostało reaktywowane dzięki sponsorowaniu przez firmę Murphy's i po raz pierwszy odbyło się w Irlandii. W wydarzeniu wzięło udział 34 zawodników. Kiedy Joe Swail i Jason Prince zmierzyli się w finale w 1992 roku, po raz pierwszy od ponad 20 lat nie znalazł się w nim ani Higgins, ani Taylor. Turniej odbył się jeszcze w 1993 ale znowu został zawieszony. Turnieje odbyły się ponownie w latach 2005–2007.

## Zwycięzcy
| Rok                 | Zwycięzca           | Przeciwnik          | Wynik               | Miejsce             | Sezon               |
| Mecze o mistrzostwo | Mecze o mistrzostwo | Mecze o mistrzostwo | Mecze o mistrzostwo | Mecze o mistrzostwo | Mecze o mistrzostwo |
| ------------------- | ------------------- | ------------------- | ------------------- | ------------------- | ------------------- |
| 1947–1951           | Jackie Rea          | wiele meczów        | nieznany            |                     |                     |
| 1952                | Jack Bates          | Jackie Rea          | nieznany            |                     |                     |
| 1952–1971           | Jackie Rea          | wiele meczów        | nieznany            |                     |                     |
| 1972                | Alex Higgins        | Jackie Rea          | 28–12               | Belfast             | 1971/72             |
| 1978                | Alex Higgins        | Dennis Taylor       | 21–7                | Belfast             | 1977/78             |
| 1978                | Alex Higgins        | Patsy Fagan         | 21–13               | Belfast             | 1977/78             |
| 1979                | Alex Higgins        | Patsy Fagan         | 21–12               | Belfast             | 1978/79             |
| 1980                | Dennis Taylor       | Alex Higgins        | 21–15               | Belfast             | 1979/80             |
| 1981                | Dennis Taylor       | Patsy Fagan         | 22–21               | Coleraine           | 1980/81             |
| Turnieje            |                     |                     |                     |                     |                     |
| 1982                | Dennis Taylor       | Alex Higgins        | 16–13               | Coleraine           | 1981/82             |
| 1983                | Alex Higgins        | Dennis Taylor       | 16–11               | Belfast             | 1982/83             |
| 1985                | Dennis Taylor       | Alex Higgins        | 10–5                | Belfast             | 1984/85             |
| 1986                | Dennis Taylor       | Alex Higgins        | 10–7                | Belfast             | 1985/86             |
| 1987                | Dennis Taylor       | Joe O'Boye          | 9–2                 | Antrim              | 1986/87             |
| 1988                | Jack McLaughlin     | Dennis Taylor       | 9–4                 | Antrim              | 1987/88             |
| 1989                | Alex Higgins        | Jack McLaughlin     | 9–7                 | Antrim              | 1988/89             |
| 1992                | Joe Swail           | Jason Prince        | 9–1                 | Cork                | 1991/92             |
| 1993                | Ken Doherty         | Stephen Murphy      | 9–2                 | Cork                | 1992/93             |
| 2005                | Joe Swail           | Ken Doherty         | 9–7                 | Templeogue          | 2005/06             |
| 2006                | Ken Doherty         | Michael Judge       | 9–4                 | Templeogue          | 2006/07             |
| 2007                | Ken Doherty         | Fergal O'Brien      | 9–2                 | Dublin              | 2007/08             |